# シャルル・マレーブ
シャルル・テオドール・マレーブ（Charles Théodore Malherbe, 1853年4月21日 - 1911年10月5日）は、フランスのヴァイオリニスト、音楽学者、作曲家、教育者。

## 生涯
マレーブはパリに生まれた。法律を学んだ彼は法曹界へ入ることを許されながら、音楽の道に進むことを決意する。アドルフ・ダンハウザー、ジュール・マスネ、アンドレ・ヴォルムゼルの下で研鑽を積み、ダンハウザーの秘書としてオランダ、ベルギー、スイスの公立学校での音楽教育システムを調査する旅に同行した。その後パリに居を構えたマレーブは、1896年にオペラ座図書館のアーキビスト兼司書であったシャルル・ニュイッテルの助手となり、1899年になると彼の後任としてこの職に就いた。マレーブは音楽雑誌「Le Ménestrel」の編集に携わると同時に、「Guide musical」、「Progrès artistique」、「Revue internationale de musique」、「Monde artistique」など多くの出版物を執筆した。
マレーブはジャン＝フィリップ・ラモーの「作品全集 Oeuvres complètes」全16巻に注釈を付す作業に着手した（1895年-1913年）。ここで彼は演奏習慣やジャンルの歴史、ならびにラモー自身に関する情報を豊富に記載した。また、フェリックス・ワインガルトナーと協力して初めてとなるエクトル・ベルリオーズ作品全集の編纂も行っている（1900年-1907年）。彼らの全集には誤りも多かったが、当時としては欠くことのできない資料であった。
資料蒐集家であったマレーブは膨大な量の自筆書簡、多くの重要な原稿を所有していた。中には現存する最大規模のベートーヴェンの草稿コレクションや、ベルリオーズの『幻想交響曲』、ラモーのカンタータ2曲、バッハのカンタータ数曲の手稿譜などが含まれていた。さらに彼は古書店においてロッシーニのオペラ『ウィリアム・テル』のオリジナルの管弦楽譜を発見している。1901年にはモーツァルトが14歳で書き上げたオペラ『ポントの王ミトリダーテ』、11歳で作曲した2人のソプラノのための『エレジー ヘ長調』をそれまで掲載されていなかった作品目録に組み入れた。加えて、彼はリストの草稿もたくさん所有していた。音楽史家のアルベール・スービの協力を得たマレーブは、1887年に『Précis de l'histoire de l'Opéra-Comique』を出版した。彼はウール県のコルメイユ（Cormeilles）で58年の生涯を閉じている。彼が集めたコレクションはパリ音楽院へと寄贈された。それらの多くは、現在ではフランス国立図書館に収蔵されている。
マレーブのヴァイオリンの弟子には、作曲家のウジェニー＝エミリー・ジュリエット・フォルヴィーユなどがいる。

## 作品
マレーブは数曲のコミック・オペラの他、室内楽曲、管弦楽曲を作曲した。また、彼は数多くの著名作曲家の作品の編曲や校訂譜を遺している。一部を下に記す。
- Duo concertant
- Entr'acte-Sérénade
- Menuet de Lucette
- En Route, quickstep for orchestra